# Kungl. Maj:ts hovkapell och teatrar
Kungl. Maj:ts hovkapell och teatrar, eller bara de kungliga teatrarna, var den gemensamma beteckningen för Kungliga operan, Kungliga hovkapellet och Kungliga dramatiska teatern då de stod under gemensam styrelse. Från instiftandet 1773 till 1881 utövades styrelsen av kungen som en del av hovförvaltningen, och därefter av staten till 1888 då teatrarna ställdes under enskilda styrelser.
Fram till den 1 juli 1863 var beteckningen Kungl. Maj:ts hovkapell och spektakler. 

## Förste direktörer
- Gustaf Mauritz Armfelt 1786–1792[3]
- Claes Rålamb 1792–1798
- Abraham Niclas Edelcrantz 1804–1810
- Anders Fredrik Skjöldebrand 1810–1812[4]
- Gustaf Lagerbielke 1823–1827
- Johan Carl Puke 1827–1831
- Pehr Westerstrand 1832–1840
- Hugo Adolf Hamilton 1844–1848[5]
- Svante Gustaf Schyberg 1848–1852 (tillförordnad)
- Knut Filip Bonde 1852–1856[6]
- Gunnar Olof Hyltén-Cavallius 1856–1860
- Eugène von Stedingk 1861–1866[7]
- Erik af Edholm 1866–1881[8]
- Henrik Laurentius Westin 1881–1883
- Anders Willman 1883–1888